# 中華首藤
中華 首藤（ちゅうか しゅとう、本名:首藤 桂一、1973年6月29日 - ）は、熊本県を拠点に、九州中部地方で活動するローカルタレント。

## 経歴・人物
大分県豊後大野市（旧 大野郡大野町）出身。
熊本工業大学（現・崇城大学）卒業後、製薬会社に勤務していたが、「今度は自分自身が処方箋となり、皆様の元気の源になれば!」となぜかタレントの道を志し、「2006 ジェッツカンパニー新人タレントオーディション」に応募し合格。
その後、主に熊本でテレビやラジオ、イベント等で活躍していたが、事務所を退所しフリーとなった2014年より故郷である大分でも活動。2025年現在では大分での活動のほうが多いものの、熊本・大分双方で同時にレギュラー番組を持った経歴から「中九州タレント第1号」を自称している。
芸名は中華料理（特に冷やし中華）好きが高じて、かつての所属事務所・ジェッツカンパニーの社長藤本一精により命名されたものである。デビュー当時、熊本市から宇土市まで移動中の車内にて2人で芸名を思案中、好きな麺料理の話となり「冷やし中華」が話題に上ったことが決め手となったという。一方、ジェッツカンパニーでのプロフィールには、「思案中に冷やし中華を食べていたが為にこの芸名になった」と書かれていた。
高校教諭免状（工業）を所有。
抱負は『元気!元気!で自分らしい笑いや感動を皆様にお届けします!』。2008年11月に結婚。2児の父でもある。

## 出演番組
2025年4月現在。

### テレビ
- 英太郎のかたらんね - テレビ熊本
- ゆ〜わくワイド&News - テレビ大分

### CM
- 電動工具のウエダ金物（ラジオ）
- 天草シードーナツ（ナレーション担当）

### ラジオ
- 情熱ライブ!Voice - OBSラジオ、木曜MC
- ちゅうか49[8] - エフエム大分
- ラジてん - RKKラジオ、６週に一回。2025年3月までの各曜日パーソナリティが、週代わり体制に変更。熊本放送アナウンサー・木村和也のアシスタント扱いとなり、出演日の次は原則、６週後となる。

## 過去の出演番組

### テレビ
- 発信!テレビタウン - 熊本県民テレビ、番組MC・「週末マル得情報」を担当
- 駅前TVサタブラ - 熊本朝日放送、2013年3月まで
- ハロー大分 - テレビ大分
- テレビタミン→てれビタ - 熊本県民テレビ、番組リポーター
  - 2012年3月までは毎週金曜日18時台の「最新映画情報」のコーナーに出演、同年4月から2013年3月までは毎週金曜日17時台の中継リポーターとして出演、2013年4月以降は不定期で番組に出演していた。
- 本日はダイアンなり
- パチゲットテレビ - 熊本県民テレビ

### ラジオ
- サタディ・わくわくパーク - RKKラジオ
- FMK charmy2 - エフエム熊本、9時台「中華首藤のオフィスデリバリー」に出演
- GOGOイチ791 - 熊本シティエフエム
- 一精・中華のぶっちゃけラジオ - RKKラジオ
- RKK開局60周年記念番組「くまもと まるっと見てあ〜る記！」 - RKKラジオ（2013年度）
- 特ダネハンター中華首藤! - エフエム熊本
- 土曜朝6時 木梨の会。 - TBSラジオ、2019年11月9日放送分[9]
- FMKパンゲア! - エフエム熊本、火曜MC、以前は水曜日にレギュラー出演していたこともある。
- ラジてん - RKKラジオ、月曜MC。2025年4月の放送形態変更に伴い６週毎出演に移行。